# Provinz Frosinone
Die Provinz Frosinone (italienisch Provincia di Frosinone) ist eine italienische Provinz in der Region Latium. Hauptstadt ist Frosinone.
Die Provinz grenzt im Norden an die Region Abruzzen (Provinz L’Aquila), im Osten an Molise (Provinz Isernia), im Südosten an Kampanien (Provinz Caserta), im Süden an die Provinz Latina und im Westen an die Metropolitanstadt Rom.
Die Landschaft der Provinz wird im Norden von den Monti Simbruini, den Monti Ernici und den Monti della Meta, Vorgebirgen der Abruzzen, bestimmt. Im Zentrum bildet das breite Tal des Sacco und des Liri den am dichtesten und am meisten industrialisierten Bereich. Im Süden schließen die Monti Ausoni und die Monti Aurunci die Provinz von der Pontinischen Küstenebene ab.
Die Provinz hat einen Anteil am Nationalpark Abruzzen, Latium und Molise. Der wichtigste Fluss ist der Garigliano.
Die Provinz wurde am 2. Januar 1927 aus dem Ostteil der Provinz Rom, der Landschaft Ciociaria und dem westlichen Teil der Provinz Terra di Lavoro neu gebildet. Heute wird, vor allem bei der touristischen Vermarktung, oft die gesamte Provinz Frosinone mit der Ciociaria gleichgesetzt.

## Größte Gemeinden
Mit über 5.000 Einwohnern.
(Stand: 31. Dezember 2023)
| Gemeinde                   | Einwohner |
| -------------------------- | --------- |
| Frosinone                  | 43.305    |
| Cassino                    | 35.091    |
| Alatri                     | 27.605    |
| Sora                       | 24.811    |
| Ceccano                    | 22.207    |
| Anagni                     | 20.627    |
| Ferentino                  | 20.048    |
| Veroli                     | 19.543    |
| Pontecorvo                 | 12.198    |
| Monte San Giovanni Campano | 11.983    |
| Isola del Liri             | 10.645    |
| Fiuggi                     | 10.079    |
| Boville Ernica             | 8302      |
| Ceprano                    | 8050      |
| Paliano                    | 7877      |
| Arpino                     | 6614      |
| Roccasecca                 | 6754      |
| Cervaro                    | 7782      |
| Sant’Elia Fiumerapido      | 5654      |
| Arce                       | 5390      |
| Piedimonte San Germano     | 6297      |
| Ripi                       | 5031      |
| Aquino                     | 4916      |
| Supino                     | 4600      |

Quelle: ISTAT